# Pastricciola
Pastricciola település Franciaországban, Corse-du-Sud megyében. Lakosainak száma 92 fő (2022. január 1.). Pastricciola Guagno, Bocognano, Rezza, Tavera és Vivario községekkel határos.

## Népesség
A település népességének változása:
| Lakosok száma | 249  | 115  | 89   | 87   | 90   | 98   | 97   | 96   | 96   | 92   |
|               | 1968 | 1982 | 1990 | 2006 | 2011 | 2016 | 2017 | 2019 | 2020 | 2022 |